# 松田由太郎
松田 由太郎（まつだ よしたろう、1909年3月25日 - 2002年7月30日）は、日本の騎手、競走馬調教師。京都府出身。
1926年に公認競馬の阪神競馬倶楽部で騎手となり、1937年より調教師兼業。第二次大戦を経た1946年から調教師専業となり、以後1990年に引退するまでの間、それぞれ東京優駿（日本ダービー）に優勝したキーストン（1969年）、ロングエース（1972年）を筆頭に、数々の八大競走優勝馬を手掛けた。通算成績は日本中央競馬会が発足した1954年以降、6718戦814勝。重賞競走は1950年以降で八大競走・GI級競走7勝を含む37勝。門下生に土肥幸広などがいる。また、厩舎所属騎手でもあった松田幸春（旧姓・新田）は娘婿である。

## 経歴
京都市下京区に大工の長男として生まれる。小学校卒業後に友禅染の店へ奉公に出たが、1年ほどで辞めて家に戻った。その後、近所に借馬屋があったことから馬乗りに興味を抱き、店に入り浸るようになる。この様子を見た近所の茶屋の主から騎手になることを勧められ、阪神競馬倶楽部の伊藤勝吉を紹介されて1923年よりその弟子となった。
1926年に騎手免許を取得。名手として鳴らした師の伊藤がまだ現役騎手として活動していたこともあり、松田は騎乗馬に恵まれず、20歳を過ぎた頃からは障害競走を主に騎乗した。1937年に調教師免許を取得し、鳴尾競馬場で厩舎を開業、調騎兼業となった。1939年より日本競馬会が調教師と騎手をそれぞれ専業させる「調騎分離」を打ち出し、松田は引き続き騎手免許を所持したものの、調教師の方へ比重を置いていった。1941年末に太平洋戦争が勃発し、その戦況が悪化すると、松田は1944年より梶与四松らと共に舞鶴市の海兵団へ徴用され、戦争終結まで過ごした。
1946年より競馬が再開されると、松田は京都競馬場へ厩舎を移し、調教師専業となった。戦後最初の活躍馬は83kgの斤量を背負って勝った記録も持つアラブ馬のタマツバキで、同馬は34勝を挙げた。また、戦後間もなくから「松田由太郎厩舎を所属馬でいっぱいにしてあげる」と支援を約束されていた桶谷辰造の所有馬・マルタツも障害競走で20勝を挙げている。1950年には桶谷が所有するオーエンスが天皇賞（春）に優勝し、八大競走初制覇を果たした。ほか桶谷の所有馬では1960年にもトキノキロク（マルタツの子）が桜花賞を制し、クラシック競走初勝利も挙げた。またこの頃より、師の伊藤が支援を受けていた縁で、有力馬主の伊藤由五郎も顧客に付いた。1961年にはシンツバメが皐月賞に優勝、そして1965年にはキーストンが日本ダービーに優勝し、松田は調教師として開業28年目でダービートレーナーの称号を得た。キーストンは2年後に出走した阪神大賞典のレース中に骨折転倒しながら、落馬して昏倒する騎手・山本正司の様子を気遣うかのような仕種を見せ、自らは安楽死処分となったことで「悲劇の名馬」として語り継がれる存在ともなった。
1970年代に入ると、中井長一が所有するロングワンとロングエースの兄弟が厩舎の看板馬となった。ロングワンは1970年に関西の3歳王者戦阪神3歳ステークスを含む重賞3勝を挙げ、最優秀3歳牡馬に選出、1975年の引退まで重賞5勝を含む11勝を挙げた。ロングエースは1972年の4歳クラシック戦線で「関西三強」の一角を占め、日本ダービーに優勝して松田にダービー2勝目をもたらした。中井の所有馬では他にも重賞5勝のロングホークや、その同期馬のロングファスト（ロングワン、ロングエースの弟）といった活躍馬を管理した。また1976年には、桶谷の所有馬リニアクイン（トキノキロクの孫）が優駿牝馬（オークス）に優勝し、松田はクラシック5勝目を挙げた。
1979年以降は長らく目立った馬が出なかったが、定年引退を1年あまり後に控えた1988年秋、ミヤマポピーが牝馬三冠最終戦・エリザベス女王杯に優勝し、松田はトキノキロクの桜花賞、リニアクインのオークスと合わせ、調教師として史上3人目の「牝馬三冠」を達成した。翌1989年11月にはサイコーホークが京都大障害（秋）に優勝。これが松田にとって最後の重賞勝利となった。
1990年2月25日の第2回阪神競馬第2日目を最後に、定年により調教師を引退。同日の洲本特別（サラ系4歳以上900万円以下、ダート1800メートル）でロングリーガルを出走させ、7着となったのが最後のレースとなった。
2002年7月30日、肺血腫のため、滋賀県栗東市の済生会滋賀県病院にて死去。満92歳没。

## 調教師成績
- 6718戦814勝（平地 726勝、障害 88勝。1954年以降）

### 主な管理馬
八大競走・GI級競走優勝馬
- オーエンス（1950年天皇賞・春など重賞2勝）
- トキノキロク（1960年桜花賞など重賞2勝）
- シンツバメ（1961年皐月賞）
- キーストン（1965年東京優駿など重賞4勝）
- ロングエース（1972年東京優駿など重賞2勝）
- リニアクイン（1976年優駿牝馬など重賞2勝）
- ミヤマポピー（1988年エリザベス女王杯）

その他重賞競走優勝馬
- タマツバキ（1949年アラブ東西対抗 1951年アラブ東西対抗・秋）
- ユーシュン（1958年京都大障害・秋 1960年東京障害特別・春）
- シュンメ（1958年阪神牝馬特別）
- タカツバキ（1969年きさらぎ賞）
- ヒロズキ（1970年阪急杯）
- ロングワン（1970年北海道3歳ステークス、函館3歳ステークス、阪神3歳ステークス 1972年マイラーズカップ、京阪杯）
- ロングホーク（1975年スプリングステークス、朝日チャレンジカップ、阪神大賞典 1976年日経新春杯、大阪杯）
- ロングファスト（1976年スワンステークス）
- マサフミオー（1977年アラブ大賞典）
- ヒロブエ（1979年アラブ大賞典）
- ニッソウブロス（1979年阪神障害ステークス・春）
- ハクホウダンディ（1986年東京障害特別・春 1987年京都大障害・春）
- サイコーホーク（1989年京都大障害・秋）→定年後浜田光正厩舎へ

### 受賞
- 調教技術賞2回（1972年、1976年）

## 主な厩舎所属者
※太字は門下生。括弧内は厩舎所属期間と所属中の職分。
- 土門健司（1947年-1960年 騎手）
- 清田十一（1952年-1953年、1963年-1965年 騎手）
- 武田作十郎（1955年-1958年 騎手）
- 伊藤修司（1963年 騎手）
- 山本正司（1963年-1969年 騎手）
- 田口光雄（1970年-1972年 騎手）
- 鎌田光也（1972年-1984年 騎手）
- 坪正直（1974年-1975年 調教助手）
- 簗田善則（1974年-1975年 騎手）
- 松田幸春（1976年-1990年 騎手）
- 土肥幸広（1982年-1984年 騎手）